# Castelli della Sardegna

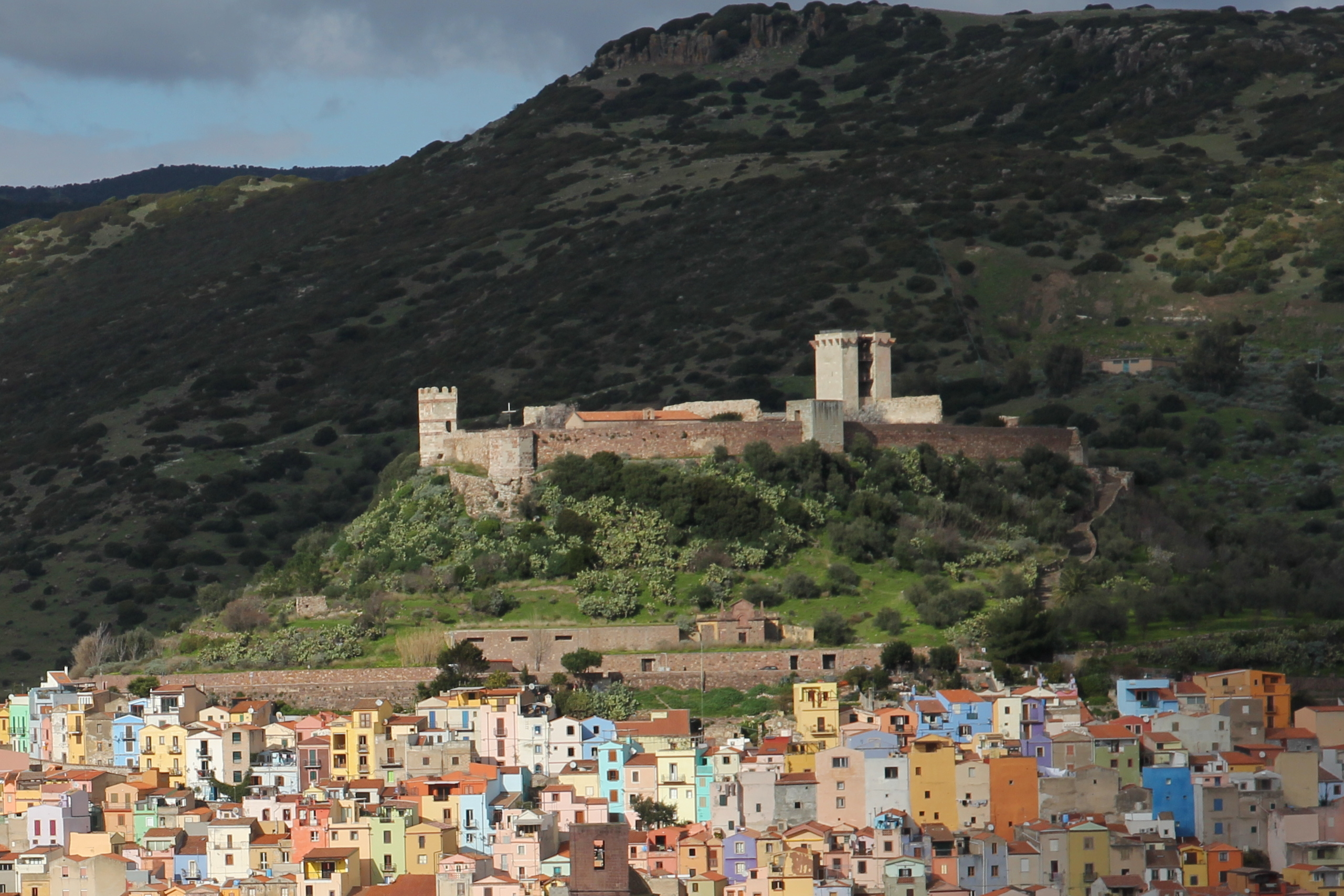
il castello di Serravalle, a Bosa

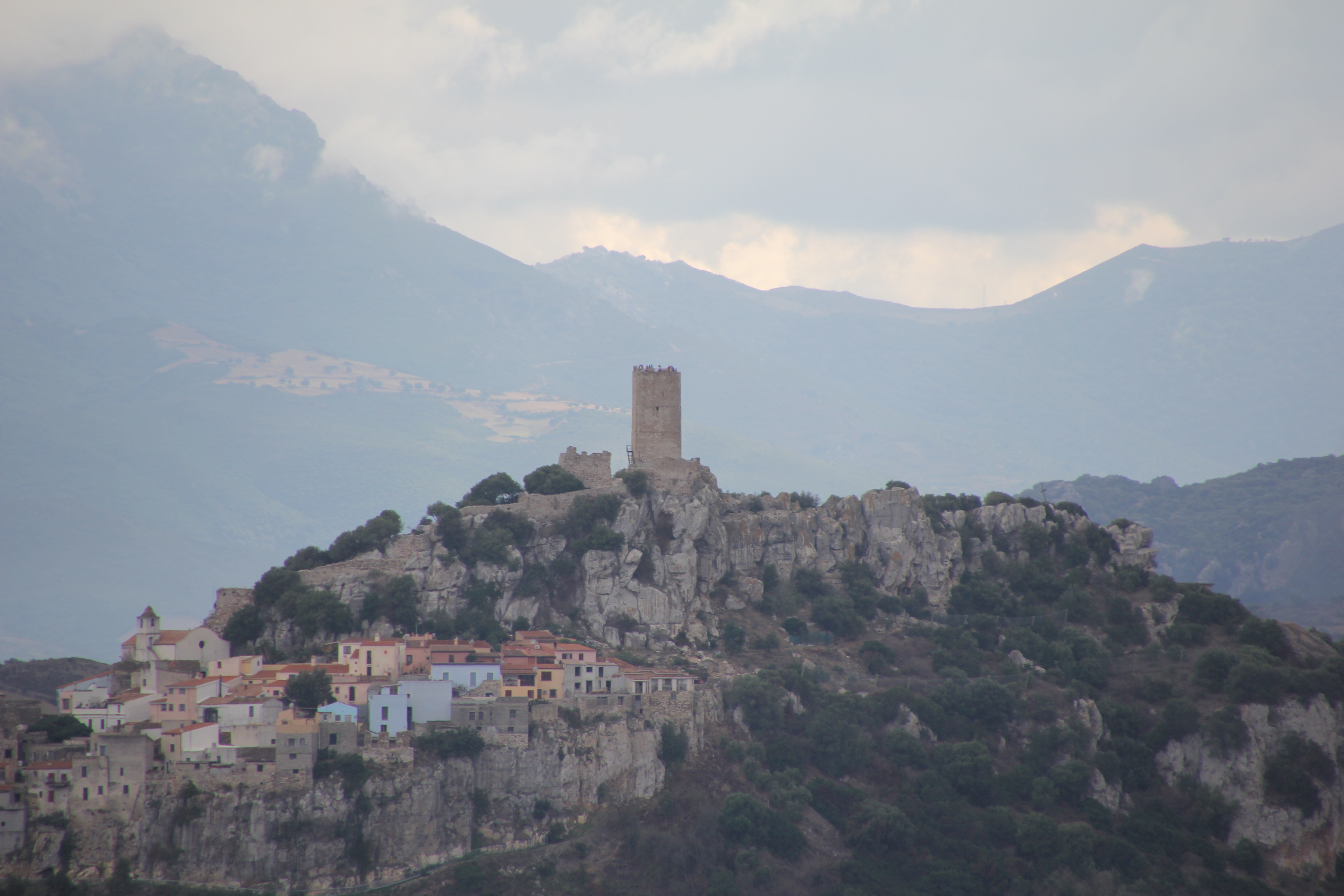
Il castello della fava, a Posada.

Tra esistenti e scomparsi si contano in Sardegna 83 castelli, tutti edificati durante il Medioevo. Alcuni risalgono all'età bizantina, ma la gran parte di essi venne eretta durante il periodo giudicale e signorile, soprattutto dalla seconda metà del XIII secolo in poi. 

Realizzati a scopo prevalentemente strategico-militare avevano funzione di vigilanza dei confini giudicali e delle vie di comunicazione più importanti. Con l'unificazione della Sardegna la loro funzione venne meno e col tempo la quasi totalità di essi andò in rovina. 

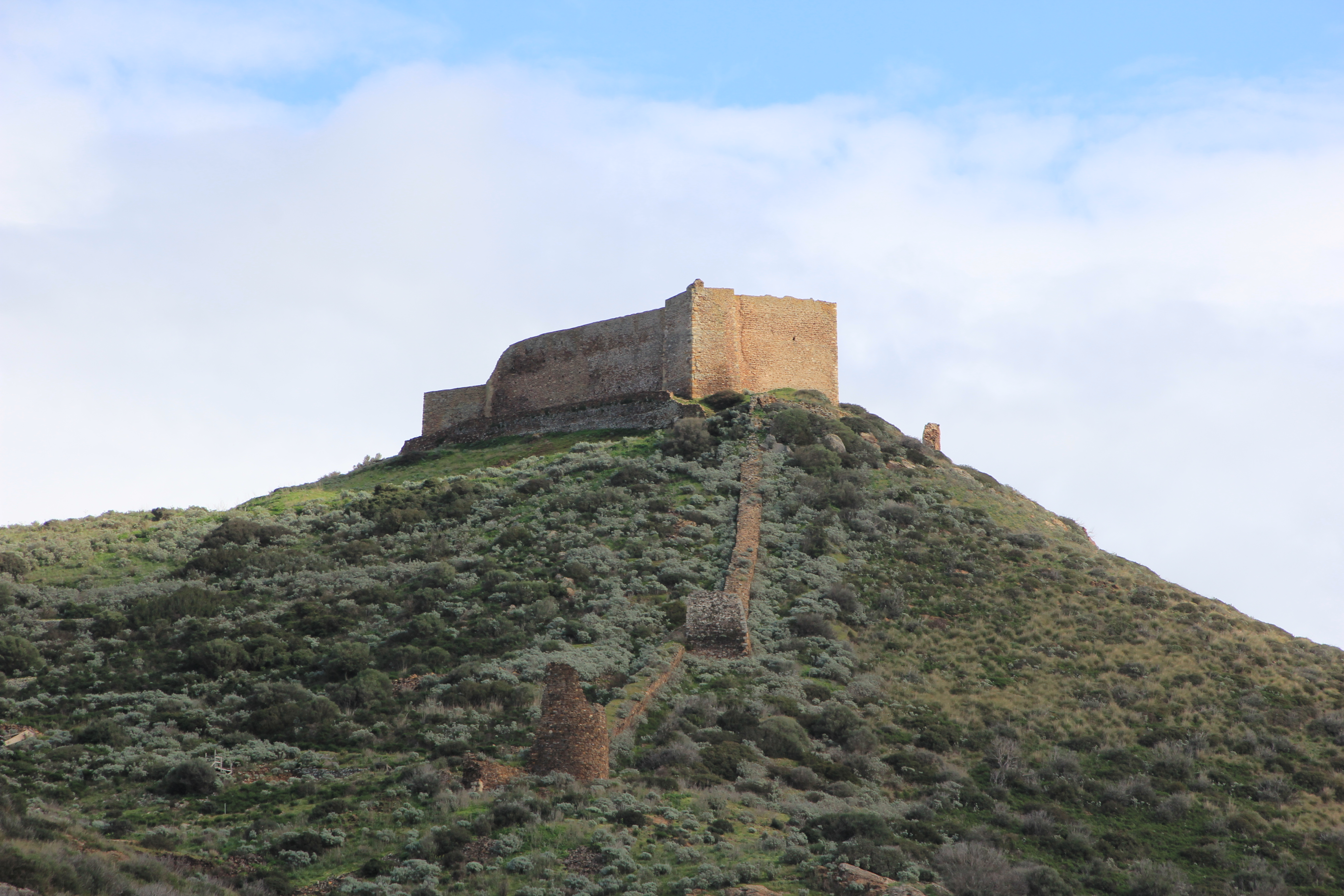
Il castello di Monreale, Sardara

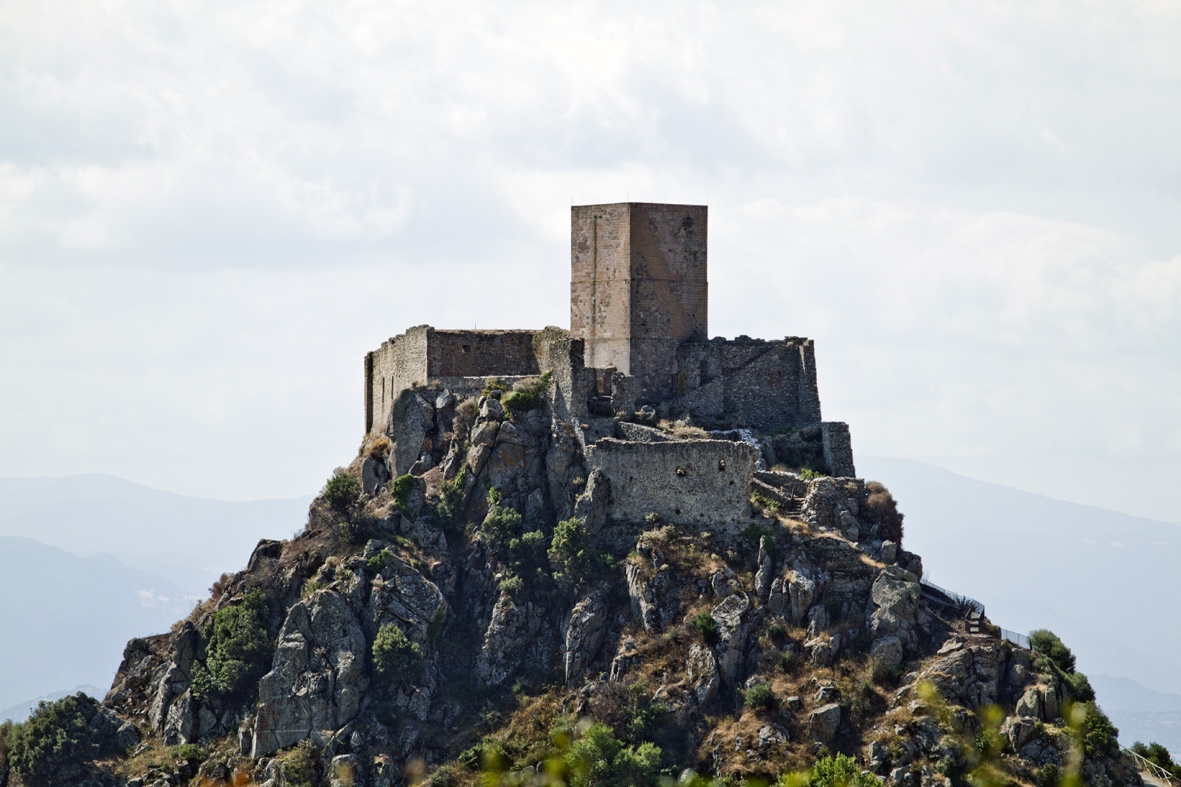
castello del Goceano, Burgos

## Elenco
| N. | nome                                     | comune                                         | provincia    | giudicato | curatoria             | edificazione                 | condizioni                                                                   |
| -- | ---------------------------------------- | ---------------------------------------------- | ------------ | --------- | --------------------- | ---------------------------- | ---------------------------------------------------------------------------- |
| 1  | Castello di Acquafredda                  | Siliqua                                        | Sud Sardegna | Cagliari  | Sigerro               | periodo imprecisato          | in rovina                                                                    |
| 2  | Castello di Arcuentu                     | Arbus                                          | Sud Sardegna | Arborea   | Monreale              | secolo XI                    | in rovina                                                                    |
| 3  | Castello di Ardara                       | Ardara                                         | Sassari      | Torres    | Oppia                 | secolo XI                    | resti di una torre                                                           |
| 4  | Castello di Balaiana                     | Luogosanto                                     | Sassari      | Gallura   | Gallura               | secolo XI                    | pochi ruderi                                                                 |
| 5  | Castello di Baratuli                     | Monastir                                       | Sud Sardegna | Cagliari  | Dolia                 | dopo il 1258                 | in rovina                                                                    |
| 6  | Castello di Barumele                     | Ales                                           | Oristano     | Arborea   | Usellus               | periodo bizantino            | in rovina                                                                    |
| 7  | Castello di Bonvehì (o Bonuighinu)       | Mara                                           | Sassari      | Torres    | Cabudabbas            | probabilmente nel secolo XII | resti di una torre                                                           |
| 8  | Castello di Bulzi                        | Bulzi                                          | Sassari      | Torres    | Anglona               | secolo XII                   | pochi ruderi                                                                 |
| 9  | Castello di Capu Abbas (o Civita)        | Olbia                                          | Sassari      | Gallura   | Fundimonte            | secolo XIII                  | in rovina                                                                    |
| 10 | Castello di Capula                       | Siligo                                         | Sassari      | Torres    | Meilogu               | secolo XIII                  | pochi resti                                                                  |
| 11 | Castello di Casa di Regno (Mar'e Pontis) | Cabras                                         | Oristano     | Arborea   | Campidano Maggiore    | forse periodo bizantino      | poche tracce                                                                 |
| 12 | Castello di Casteddu Etzu                | Cuglieri                                       | Oristano     | Arborea   | Barigadu              | periodo bizantino            | resti delle mura                                                             |
| 13 | Castello di Castel Pisano                | sconosciuto                                    | Sassari      | Torres    | Nurra                 | sconosciuta                  | scomparso                                                                    |
| 14 | Castello di Castel Rosso                 | Perfugas                                       | Sassari      | Torres    | Anglona               | secolo XII                   | scomparso                                                                    |
| 15 | Castello di Casteldoria                  | Santa Maria Coghinas                           | Sassari      | Torres    | Anglona               | secolo XII                   | resti delle mura e una torre                                                 |
| 16 | Castello di Castelsardo                  | Castelsardo                                    | Sassari      | Torres    | Anglona               | secolo XII                   | ottime                                                                       |
| 17 | Castello di Castro                       | Oschiri                                        | Sassari      | Torres    | Montacuto             | periodo bizantina            | estesi ruderi                                                                |
| 18 | Castello di Castrum Sulcitanum           | Sant'Antioco                                   | Sud Sardegna | Cagliari  | Sulcis                | periodo bizantino            | scomparso                                                                    |
| 19 | Castello di Cheremule                    | Cheremule                                      | Sassari      | Torres    | Cabudabbas            | periodo giudicale            | rudere                                                                       |
| 20 | Castello di Chiaramonti                  | Chiaramonti                                    | Sassari      | Torres    | Anglona               | secolo XIII                  | rudere                                                                       |
| 21 | Castello Corallo                         | Gavoi                                          | Nuoro        | Arborea   | Barbagia di Ollolai   | periodo giudicale            | resti                                                                        |
| 22 | Castello di Cugato                       | Oschiri                                        | Sassari      | Torres    | Monteacuto            | sconosciuto                  | scomparso                                                                    |
| 23 | Castello di Erguri                       | Buddusò                                        | Sassari      | Torres    | Montacuto             | periodo giudicale            | scomparso                                                                    |
| 24 | Castello di Essola                       | sconosciuto                                    | Sassari      | Torres    | Nurra                 | forse periodo giudicale      | scomparso                                                                    |
| 25 | Castello della Fava                      | Posada                                         | Nuoro        | Gallura   | Posada                | periodo giudicale            | buone                                                                        |
| 26 | Castello di Figulinas                    | sconosciuto (forse attuale territorio di Ossi) | Sassari      | Torres    | Figulinas             | origini forse punico-romane  | scomparso                                                                    |
| 27 | Castello di Funtana Menta                | Senis                                          | Oristano     | Arborea   | Parte Valenza         | periodo giudicale            | una torre in buone condizioni                                                |
| 28 | Castello di Ghilarza                     | Ghilarza                                       | Oristano     | Arborea   | Guilcer               | secolo XV                    | ottime                                                                       |
| 29 | Castello di Gioiosa Guardia              | Villamassargia                                 | Sud Sardegna | Cagliari  | Sigerro               | forse periodo giudicale      | ruderi                                                                       |
| 30 | Castello di Girapala                     | Paulilatino                                    | Oristano     | Arborea   | Guilcier              | periodo giudicale            | scomparso                                                                    |
| 31 | Castello del Goceano (o di Burgos)       | Burgos                                         | Sassari      | Torres    | Goceano               | 1127-1129                    | cinta muraria e una torre                                                    |
| 32 | Castello di Gulana                       | Olzai                                          | Nuoro        | Arborea   | Barbagia di Ollolai   | sconosciuta                  | scomparso                                                                    |
| 33 | Castello di Laconi                       | Laconi                                         | Oristano     | Arborea   | ParteValenza          | probabile età bizantina      | rovine                                                                       |
| 34 | Castello di Longonsardo                  | Santa Teresa Gallura                           | Sassari      | Gallura   | Taras                 | secolo XIV                   | pochi avanzi                                                                 |
| 35 | Castello di Osilo (o dei Malaspina)      | Osilo                                          | Sassari      | Torres    | Montes                | secolo XIII                  | una parte in buone condizioni                                                |
| 36 | Castello di Malvicino                    | Villaputzu                                     | Sud Sardegna | Cagliari  | Sarrabus              | secolo XIII                  | ruderi                                                                       |
| 37 | Castello di Marmilla                     | Las Plassas                                    | Sud Sardegna | Arborea   | Arborea               | a partire dal secolo X       | mura perimetrali                                                             |
| 38 | Castello di Medusa                       | Asuni                                          | Oristano     | Arborea   | Mandrolisai           | dalla tarda età romana       | rovine                                                                       |
| 39 | Castello dell'Asinara                    | Porto Torres                                   | Sassari      | Torres    | Nurra                 | probabilmente secolo XVI     | scarse                                                                       |
| 40 | Castello di Mondragone                   | Porto Torres                                   | Sassari      | Torres    | Nurra                 | non precisabile              | scomparso                                                                    |
| 41 | Castello di Monreale                     | Sardara                                        | Sud Sardegna | Arborea   | Bonorcili             | secolo XIII                  | mura perimetrali                                                             |
| 42 | Castello di Montacuto                    | Berchidda                                      | Sassari      | Torres    | Monteacuto            | probabilmente secolo XI      | numerosi ruderi                                                              |
| 43 | Castello di Monteforte                   | Sassari                                        | Sassari      | Torres    | Nurra                 | periodo giudicale            | pochi ruderi                                                                 |
| 44 | Castello di Monteleone                   | Monteleone Rocca Doria                         | Sassari      | Torres    | Monteleone            | secolo XIII                  | pochi ruderi                                                                 |
| 45 | Castello di Montesanto                   | Mores                                          | Sassari      | Torres    | Oppia                 | secolo XIII                  | scomparso                                                                    |
| 46 | Castello di Montezuighe                  | Ittireddu                                      | Sassari      | Torres    | Montacuto             | fine secolo XIII             | pochi ruderi                                                                 |
| 47 | Castello di Montiferru (CastedduEzzu)    | Cuglieri                                       | Oristano     | Torres    | Montiferru            | secolo XI                    | resti mura perimetrali e una torre                                           |
| 48 | Castello di Murgunulis                   | Usellus                                        | Oristano     | Arborea   | Parte Usellus         | origine incerta              | scomparso                                                                    |
| 49 | Castello di Narbolia                     | Narbolia                                       | Oristano     | Arborea   | Campidano di Milis    | periodo giudicale            | scomparso                                                                    |
| 50 | Castello di Nora                         | Pula                                           | Sud Sardegna | Cagliari  | Nora                  | periodo bizantno             | scomparso                                                                    |
| 51 | Castello di Ogliastra (Medusa)           | Lotzorai                                       | Nuoro        | Cagliari  | Ogliastra             | periodo giudicale            | parzialmente in rovina                                                       |
| 52 | Castello di Oliena                       | Oliena                                         | Nuoro        | Gallura   | Orosei                | probabilmente secolo XI      | scomparso                                                                    |
| 53 | Castello di Olomene                      | Pattada                                        | Sassari      | Torres    | Montacuto             | fasi diverse                 | numerose rovine                                                              |
| 54 | Castello di Olova                        | Luras                                          | Sassari      | Gallura   | Gemini                | periodo giudicale            | alcuni resti                                                                 |
| 55 | Castello di Orisetto (Barigadu)          | Neoneli                                        | Oristano     | Arborea   | Barigadu              | periodo bizantino            | pochi resti                                                                  |
| 56 | Castello di Oristano                     | Oristano                                       | Oristano     | Arborea   |                       | periodo giudicale            | scomparso                                                                    |
| 57 | Castello di Orosei                       | Orosei                                         | Nuoro        | Gallura   | Gallura               | periodo giudicale            | conserva la torre del mastio                                                 |
| 58 | Castello di Orvei                        | Ozieri                                         | Sassari      | Torres    | Montacuto             | periodo giudicale            | resti di alcuni ambienti                                                     |
| 59 | Castello di Ozula (Palattu ezzu)         | Sennori                                        | Sassari      | Torres    | Romangia              | epoca imprecisabile          | facciata e cortile verificare                                                |
| 60 | Castello di Padulaccia                   | Olbia                                          | Sassari      | Gallura   | Fundimonte            | probabile periodo bizantino  | rovine della cinta muraria                                                   |
| 61 | Castello di Palmas                       | San Giovanni Suergiu                           | Sud Sardegna | Cagliari  | Sols                  | periodo giudicale            | una torre in non buone condizioni                                            |
| 62 | Castello di Pedres                       | Olbia                                          | Sassari      | Gallura   | Fundimonte            | secolo XII                   | resti di mura e alcune torri                                                 |
| 63 | Castello di Pontes                       | Galtellì                                       | Nuoro        | Gallura   | Galtellì              | secolo XII                   | parti delle mura e di una torre                                              |
| 64 | Castello di Quirra                       | Villaputzu                                     | Sud Sardegna | Cagliari  | Quirra                | periodo giudicale            | pochi resti                                                                  |
| 65 | Castello di Re Baldo                     | Luogosanto                                     | Sassari      | Gallura   | Balariana             | secolo XI                    | resti significativi                                                          |
| 66 | Castello di Roccaforte                   | Giave                                          | Sassari      | Torres    | Caputabbas            | secolo XIV                   | scomparso                                                                    |
| 67 | Castello della Rosa                      | Jerzu                                          | Nuoro        | Cagliari  | Ogliastra             | nel secolo XI                | pochi resti                                                                  |
| 68 | Castello di Salvaterra                   | Iglesias                                       | Sud Sardegna | Cagliari  | Cixerri               | secolo XIII                  | poche tracce                                                                 |
| 69 | Castello di San Michele                  | Cagliari                                       | Cagliari     | Cagliari  | Campidano di Cagliari | periodo giudicale            | Della struttura originaria conserva tre torri e parte delle mura perimetrali |
| 70 | Castello di Sanluri                      | Sanluri                                        | Sud Sardegna | Cagliari  | Nuraminis             | secolo XI                    | ottime                                                                       |
| 71 | Castello di Sant'Isidoro                 | Teulada                                        | Sud Sardegna | Cagliari  | Sols                  | periodo bizantino            | poche tracce                                                                 |
| 72 | Castello di Santisconata                 | Domus de Maria                                 | Sud Sardegna | Cagliari  | Nora                  | incerta                      | pochi ruderi                                                                 |
| 73 | Castello di Sa Prisoni Bezza             | Macomer                                        | Nuoro        | Torres    | Marghine              | secolo XII                   | scomparso                                                                    |
| 74 | Castello di Sassai (o di Orguglioso)     | Silius                                         | Sud Sardegna | Cagliari  | Gerrei                | periodo giudicale            | in rovina                                                                    |
| 75 | Castello di Sassari                      | Sassari                                        | Sassari      | Torres    | Romangia              | secolo XIV                   | restano alcune sezioni del piano terreno                                     |
| 76 | Castello di Segariu                      | Segariu                                        | Sud Sardegna | Cagliari  | Trexenta              | secolo XII                   | pochi ruderi                                                                 |
| 77 | Castello di Serla                        | Norbello                                       | Oristano     | Arborea   | Guilcier              | periodo giudicale            | scomparso                                                                    |
| 78 | Castello di Serravalle                   | Bosa                                           | Oristano     | Torres    | Planargia             | secolo XIII                  | ottime                                                                       |
| 79 | Castello di Sorra (Sorres)               | Borutta                                        | Sassari      | Torres    | Meilogu               | secolo XIV                   | scomparso                                                                    |
| 80 | Castello di Tissilo                      | Ussassai                                       | Nuoro        | Cagliari  | Barbagia di Seulo     | non precisabile              | pochi resti                                                                  |
| 81 | Castello di Tului                        | Giba                                           | Sud Sardegna | Cagliari  | Sols                  | periodo giudicale            | scomparso                                                                    |
| 82 | Castello di Uras                         | Uras                                           | Oristano     | Arborea   | Bonorzuli             | periodo giudicale            | scomparso/pochi resti                                                        |
| 83 | Castello di Villasor                     | Villasor                                       | Sud Sardegna | Cagliari  | Gippi                 | secolo XV                    | buone                                                                        |